# Karl Hopfner
Karl Hopfner (28 de agosto de 1952, Alemania), fue el presidente del Fußball-Club Bayern München e.V. 2014 a 2016. En adición a su rol con el Bayern de Múnich, forma parte del comité de la UEFA para los torneos de clubes. A su vez, es miembro del consejo de la Deutsche Fußball Liga y de la Federación Alemana de Fútbol.

## Carrera
Hopfner aplicó para el puesto de Director del Bayern Múnich e.V. en 1982 después de ver un anuncio de trabajo local. Con el tiempo se hizo del trabajo y empezó en la posición en 1983. Más tarde se convertiría en el director del FC Bayern München Sport-Werbe GmbH y, finalmente, a partir de 2002, un miembro de la Vorstand del FC Bayern München AG. 
Hopfner estuvo a cargo de las finanzas durante su estancia en la Vorstand del Bayern, y previó dejar el club al final del 2012 debido a razones de salud. Sin embargo, en la reunión general anual del club el 15 de noviembre, Hopfner fue elegido como vicepresidente senior del FC Bayern München eV. Tras la renuncia de Uli Hoeness, Hopfner fue anunciado como el candidato a convertirse en el nuevo presidente del FC Bayern München eV. La elección se llevó a cabo el 2 de mayo de 2014 en la junta general extraordinaria, trayendo a Hopfner como presidente del club.